# Municipio de Pelican (Dakota del Sur)
El municipio de Pelican (en inglés: Pelican Township) es un municipio ubicado en el condado de Codington en el estado estadounidense de Dakota del Sur. En el año 2010 tenía una población de 718 habitantes y una densidad poblacional de 8,05 personas por km².

## Geografía
El municipio de Pelican se encuentra ubicado en las coordenadas 44°50′23″N 97°11′44″O / 44.83972, -97.19556. Según la Oficina del Censo de los Estados Unidos, el municipio tiene una superficie total de 89.21 km², de la cual 78,92 km² corresponden a tierra firme y (11,54 %) 10,29 km² es agua.

## Demografía
Según el censo de 2010, había 718 personas residiendo en el municipio de Pelican. La densidad de población era de 8,05 hab./km². De los 718 habitantes, el municipio de Pelican estaba compuesto por el 96,66 % blancos, el 0,28 % eran afroamericanos, el 0,7 % eran amerindios, el 0,42 % eran asiáticos, el 1,53 % eran de otras razas y el 0,42 % eran de una mezcla de razas. Del total de la población el 2,23 % eran hispanos o latinos de cualquier raza.